# Manfred Pranger
Manfred Pranger, né le 25 janvier 1978 à Hall in Tyrol, est un skieur alpin autrichien s'illustrant uniquement en slalom. Au cours de sa carrière, il a pris à deux reprises la 5e place en slalom lors de Championnats du monde (en 2003 et 2007) avant de remporter le titre lors des Mondiaux 2009 à Val d'Isère et compte trois victoires en slalom en Coupe du monde (Kitzbühel et Schladming en 2005, Wengen en 2009).

## Biographie
Manfred Pranger fait ses débuts en FIS Race en décembre 1994, circuit secondaire dans lequel il prend part à toutes les épreuves mais obtient ses meilleurs résultats en slalom. Ce n'est que lors de saison 2001 qu'il intègre l'équipe d'Autriche en Coupe du monde lors d'un slalom à Sestrières en décembre 2000 (disqualification en seconde manche) avant de marquer ses premiers points au slalom de Wengen avec une 23e place. Il alterne alors les compétitions en Coupe du monde et Coupe d'Europe, améliore son meilleur résultat en Coupe du monde l'année suivante en 2002 avec une 16e place à Madonna di Campiglio puis enchaîne trois top 10 avec une 6e place à Kranjska Gora, une 7e place à Adelboden puis une 5e place à Kitzbühel. Ces résultats lui permettent de valider sa sélection en équipe d'Autriche pour les Jeux olympiques d'hiver de 2002 à Salt Lake City dans l'épreuve du slalom où il accompagne Benjamin Raich, Kilian Albrecht et Rainer Schönfelder. Le slalom est et restera alors sa seule discipline en Coupe du monde. Tandis que Raich remporte la médaille de bronze et Albrecht termine 4e, Pranger et Schönfelder partent à la faute lors de la première manche de ce slalom olympique. Il termine la saison 2002 à la 15e place du classement du slalom dominé par le Croate Ivica Kostelić.
Lors de la saison 2003, il s'installe durablement dans la Wunderteam autrichienne de slalom en Coupe du monde. Dès décembre et après de bons résultats en coupe d'Europe, il réalise de nombreuses performances dans le top 10 avec une 5e place à Kranjska Gora, une 8e place à Wengen, une 5e place à Schladming. Ces résultats lui permettent d'être sélectionné pour Championnats du monde 2003 de Saint-Moritz. À l'issue de la première manche, il prend une troisième place provisoire derrière Ivica Kostelic et Benjamin Raich. Lorsqu'il termine la seconde manche, il est devancé par Silvan Zurbriggen et Giorgio Rocca et accède à une provisoire médaille de bronze mais les deux derniers slalomeurs Raich et Kostelic le devancent ; Pranger termine donc 5e de ce slalom. De retour en Coupe du monde, il aligne un nouveau top 10 avec une 8e place à Shiga Kogen puis monte pour la première fois sur un podium avec une 3e place à Lillehammer derrière Rocca et Kalle Palander. Il finit 5e du classement du slalom et deuxième autrichien derrière Schönfelder (3e).
En 2004, il monte quatre fois sur un podium avec une 3e place à Park City, Madonna di Campiglio et Sestrières, et une 2e place à Flachau derrière Palander. Il s'agit d'une saison correcte où il termine à la 7e place du classement du slalom. Lors de la saison 2005, il se place entre la 4e place et 11e place lors des cinq premiers slaloms avant de réaliser le doublé autrichien à Kitzbühel tout d'abord le 23 janvier, puis à Schladming le 25 janvier 2005 (le jour de son 27e anniversaire). Il arrive donc aux Championnats du monde 2005 de Bormio avec l'étiquette de favori. Dossard no 1, Pranger réalise le deuxième temps de la première manche derrière Raich, mais il chute lors de la seconde manche alors que ses deux compatriotes Raich et Schönfelder terminent premier et second, ce qui ne permet pas à l'Autriche de réaliser le triplé puisque le troisième est l'Italien Rocca. Cette contre-performance est suivie d'une 14e place en Coupe du monde à Kranjska Gora et d'un abandon à Lenzerheide. Il finit la saison au 3e rang au classement du slalom derrière Raich et Schönfelder.
Lors de la saison 2006, il ne parvient plus à accrocher un podium en Coupe du monde mais termine à deux reprises dans le top 10 à Kranjska Gora (8e) et Schladming (9e). Ces résultats en dents de scie entraînent une non-sélection pour le slalom des Jeux olympiques d'hiver de 2006 organisés à Turin. Bien qu'il soit du voyage, l'Autriche est représentée en slalom par Raich (1er), Reinfried Herbst (2e) et Schönfelder (3e) qui réalisent un triplé olympique (Mario Matt ayant abandonné en première manche). En Coupe du monde, Pranger termine loin au classement du slalom avec une 23e place.
Il repart avec de nouvelles ambitions en 2007 avec une 7e place à Beaver Creek, une 8e place à Kitzbühel et une 9e place à Schladming. Ces trois bons résultats lui permettent de prendre part à ses troisièmes Championnats du monde en 2007 à Åre. Il accompagne Raich, Matt et Schönfelder. Parti avec le dossard 21, il réalise une probante première manche avec le 3e temps derrière Matt et Felix Neureuther. En seconde manche, lors de son passage, il prend la quatrième place provisoire derrière Manfred Moelgg, Jean-Baptiste Grange et Raich. Matt remporte la course ensuite ce qui rétrograde Pranger au 5e rang. Il termine l'année sur de meilleures impressions avec une 5e place à Kranjska Gora et une 7e à Lenzerheide pour terminer à la 12e place du classement du slalom.
Lors de la saison 2008, il réalise deux top 10 avec une 10e place à Reiteralm et une 9e à Bad Kleinkirchheim mais est stoppé net par une rupture des ligaments du genou droit en décembre 2007 à Alta Badia qui met fin à sa saison 2008. Il revient lors de la saison 2009 avec une 11e place à Levi et une 16e à Zagreb avant de monter pour la première fois depuis 2005 sur un podium avec une 2e place à Adelboden derrière Herbst puis de remporter son troisième succès en Coupe du monde lors du slalom de Wengen. Bien qu'il part à la faute à Kitzbühel, il confirme son retour au premier plan avec un nouveau podium à Schladming (2e). 4e du slalom de Garmisch avant les Championnats du monde de Val d'Isère, il fait partie des principaux favoris du slalom qui sera disputé le dernier jour de la compétition sur la très sélective Face de Bellevarde ou après avoir dominé la première manche, Manfred Pranger résiste au retour du français Julien Lizeroux sur la seconde manche pour devenir champion du monde. L'Autrichien finit sa saison sur une 10e place lors du slalom des finales à Are. Il finit cette saison riche au 4e du classement du slalom.
En 2010, régulier dans le top 10 des slaloms qu'il parvient à finir, Pranger accroche 2 podiums avec deux 3e places à Alta Badia et à Schladming avant les Jeux olympiques d'hiver de 2010 qu'il aborde en position de sérieux outsider du slalom qui sera disputé sur une piste vallonnée au profil qui lui correspond. Très engagé lors de la première manche il passe avec un excellent intermédiaire mais enfourche en fin de parcours. La déception est terrible pour le skieur autrichien qui terminera cependant sa saison par un nouveau podium lors des finales de Garmisch derrière le local Felix Neureuther. et termine la saison au 7e rang du classement du slalom heureux de voir son ami Reinfried Herbst remporter le globe de cristal.
En 2011, Pranger débute idéalement la saison par une 5e place sur le slalom de Levi. Beaucoup moins régulier sur l'ensemble de la saison il n'accroche qu'un seul autre top 10 à Kitzbühel avant d'aborder la défense de son titre lors du slalom des championnats du monde de ski alpin 2011 à Garmisch. Bon 6e après la première manche, il durcit son ski en seconde pour reculer au 9e rang final. 7e du slalom de Bansko la semaine suivante, Pranger échoue sur les 2 derniers slaloms et termine au 18e rang du classement du slalom.
En baisse de régime depuis l'année de son titre mondial Pranger âgé de 33 ans, réalise une saison 2011-2012 régulière dans le top 15 et marquée par plusieurs tops 10 (9e à Beaver Creek, Alta Badia et Kranjska Gora et 5e à Flachau). Il termine 10e du classement du slalom.

## Palmarès

### Jeux olympiques d'hiver
| Épreuve / Édition | Salt Lake City 2002 | Vancouver 2010 |
| Slalom            | Abandon             | Abandon        |

### Championnats du monde
| Épreuve / Édition | Saint-Moritz 2003 | Bormio 2005 | Åre 2007 | Val d'Isère 2009 | Garmisch P. 2011 | Schladming 2013 |
| Slalom            | 5e                | Abandon     | 5e       | Or               | 9e               | Abandon         |

### Coupe du monde
- Meilleur classement général : 20e en 2005.
- Meilleur classement en slalom : 3e en 2005.
- 3 victoires (toutes en slalom).
- 12 podiums (tous en slalom).

#### Différents classements en Coupe du monde
| Année/Classement | Année/Classement | Général | Général | Descente | Descente | Slalom | Slalom | Géant  | Géant  | Super G | Super G | Combiné | Combiné |
| ---------------- | ---------------- | ------- | ------- | -------- | -------- | ------ | ------ | ------ | ------ | ------- | ------- | ------- | ------- |
| Année/Classement | Année/Classement | Class.  | Points  | Class.   | Points   | Class. | Points | Class. | Points | Class.  | Points  | Class.  | Points  |
| 2001             | 2001             | 115e    | 15      | -        | -        | 45e    | 15     | -      | -      | -       | -       | -       | -       |
| 2002             | 2002             | 48e     | 140     | -        | -        | 15e    | 140    | -      | -      | -       | -       | -       | -       |
| 2003             | 2003             | 24e     | 385     | -        | -        | 5e     | 385    | -      | -      | -       | -       | -       | -       |
| 2004             | 2004             | 25e     | 347     | -        | -        | 7e     | 347    | -      | -      | -       | -       | -       | -       |
| 2005             | 2005             | 20e     | 396     | -        | -        | 3e     | 396    | -      | -      | -       | -       | -       | -       |
| 2006             | 2006             | 63e     | 101     | -        | -        | 23e    | 101    | -      | -      | -       | -       | -       | -       |
| 2007             | 2007             | 40e     | 207     | -        | -        | 12e    | 207    | -      | -      | -       | -       | -       | -       |
| 2008             | 2008             | 86e     | 55      | -        | -        | 31e    | 55     | -      | -      | -       | -       | -       | -       |
| 2009             | 2009             | 21e     | 415     | -        | -        | 4e     | 415    | -      | -      | -       | -       | -       | -       |
| 2010             | 2010             | 24e     | 282     | -        | -        | 7e     | 282    | -      | -      | -       | -       | -       | -       |
| 2011             | 2011             | 50e     | 160     | -        | -        | 18e    | 160    | -      | -      | -       | -       | -       | -       |
| 2012             | 2012             | 39e     | 234     | -        | -        | 10e    | 234    | -      | -      | -       | -       | -       | -       |
| 2013             | 2013             | 37e     | 187     | -        | -        | 13e    | 187    | -      | -      | -       | -       | -       | -       |
| 2014             | 2014             | 90e     | 45      | -        | -        | 33e    | 45     | -      | -      | -       | -       | -       | -       |

#### Détail des victoires
| Épreuve / Édition | Slalom               | Total |
| 2005              | Kitzbühel Schladming | 2     |
| 2009              | Wengen               | 1     |
| Total             | 3                    | 3     |